# Катріна Німмерс
Катріна Німмерс (англ. Katrina Nimmers; нар. 30 травня 1980) — колишня американська тенісистка.
Найвищу одиночну позицію світового рейтингу — 377 місце досягла 16 квітня 2001, парну — 357 місце — 21 травня, 2001 року.
Здобула 1 парний титул туру ITF.

## Фінали ITF

### Парний розряд: 1 (1–0)
| Результат | Ранг | Дата         | Турнір                | Покриття | Партнерка     | Суперниці                | Рахунок  |
| --------- | ---- | ------------ | --------------------- | -------- | ------------- | ------------------------ | -------- |
| Перемога  | 1.   | червень 2000 | Істон (Меріленд), США | Тверде   | Вишня Вулетич | Вітні Лайго Дженет Вокер | 6–4, 6–4 |